# チャオ御岳スノーリゾート
チャオ御岳マウントリゾート（チャオおんたけマウントリゾート）は、岐阜県高山市（旧高根村）の御嶽山北側国有林内に位置するスキー場である。
運営母体の変更により、2018年に「チャオ御岳スノーリゾート」より改称。2018-2019冬シーズン以降、営業していない。

## 概要
日本でも屈指の標高の高さと、御嶽山の北斜面に位置するという条件に恵まれたスキー場のため、例年ゴールデンウィーク過ぎまで営業している。
ゲレンデ中央の8人乗りゴンドラリフトですべてのコースに行けるようになっており、初心者コースやモーグルコースをサポートする形でペアリフトが配置されている。
夏期にはトレッキングや高地トレーニング施設として利用される。

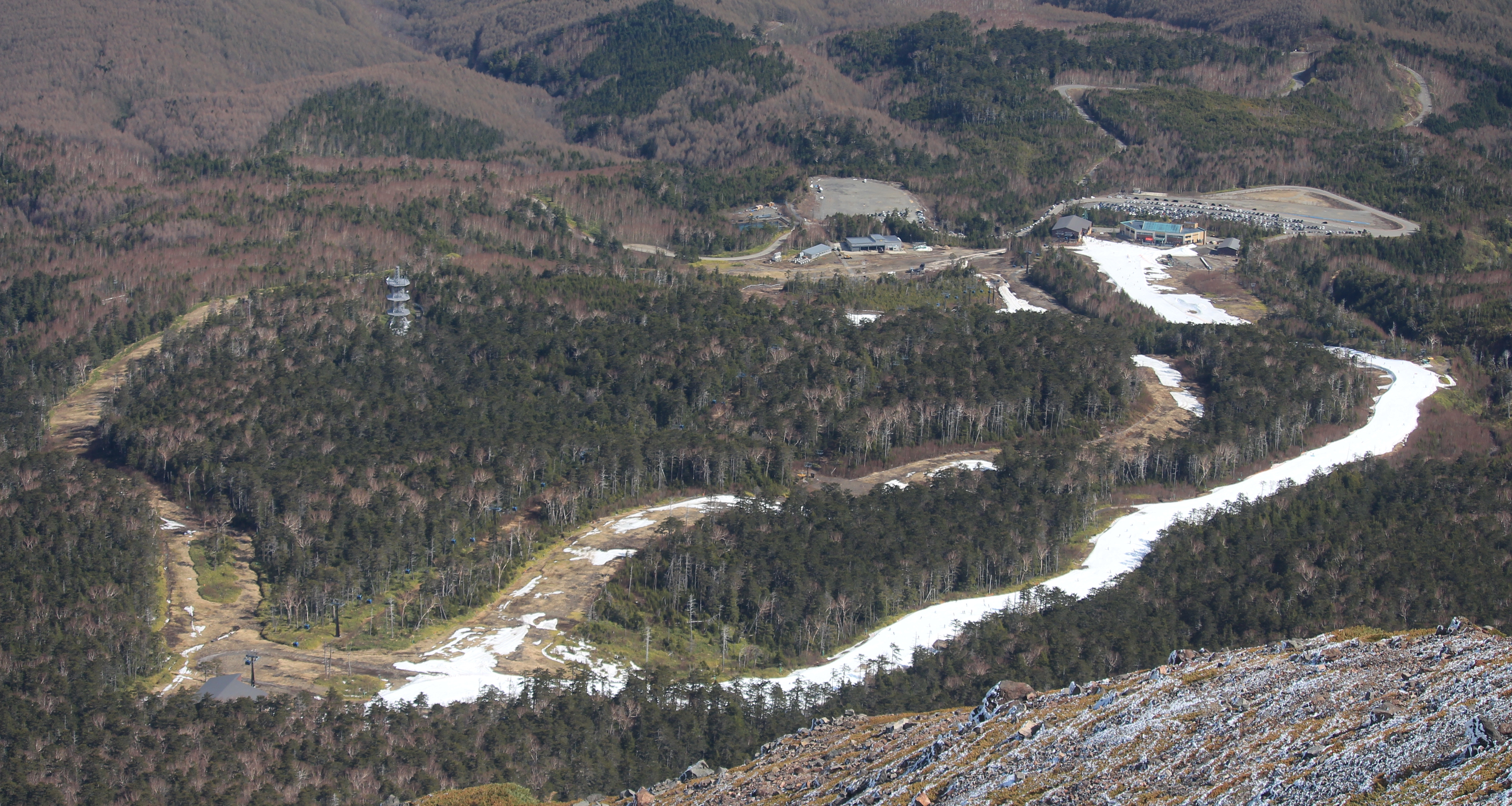
御嶽山の継子岳から見下ろす春のチャオ御岳スノーリゾート
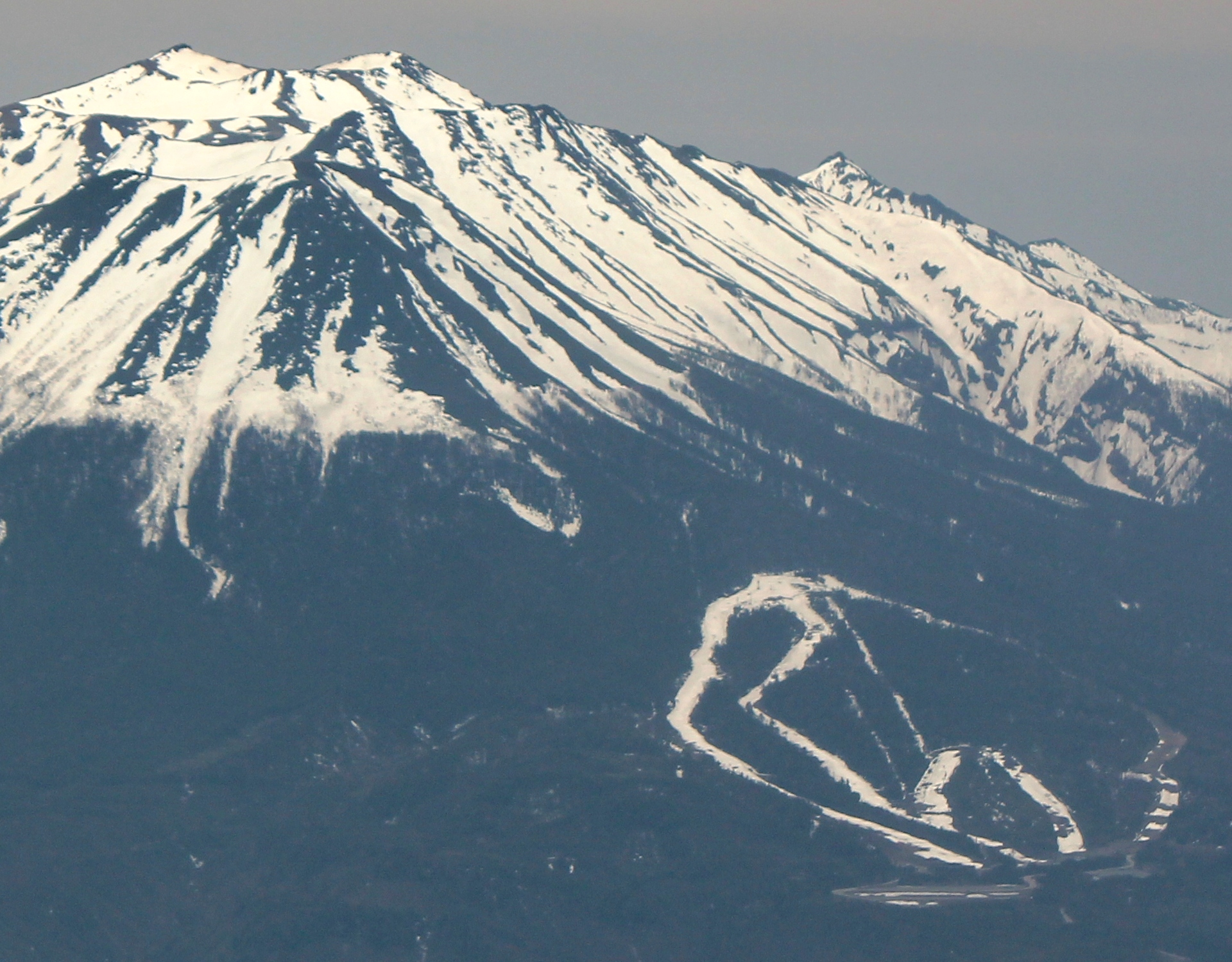
乗鞍岳山頂から望む御嶽山の北山腹にあるチャオ御岳スノーリゾート

## アクセス
- マイカーの場合

中央自動車道：中津川ICから約120分
長野自動車道：塩尻ICから約110分
スキー場の北側を岐阜県道435号御岳山朝日線が通る。
- 電車・バスの場合

JR東海：中央本線木曽福島駅-おんたけ交通：チャオスノーリゾート線

## 沿革
- 1998年（平成10年） - 11月27日、JR東海と地元自治体の出資により設立された第三セクター飛騨森林都市企画株式会社（ひだしんりんとしきかく）によりチャオ御岳スノーリゾートが開業した[3][4]。
- 2013年（平成25年） - 9月、JR東海がスキー場運営から撤退、飛騨森林都市企画の保有株式の大半を株式会社マックアースに売却した[5][6][注 2][注 3]。
- 2014年（平成26年） - 9月27日に御嶽山が噴火。チャオ御岳は入山規制範囲外であり被害もなく2014-2015シーズンの営業を行ったが、年末年始の入場者数が半減するなど営業的には打撃を受ける[8]。入込数は前シーズンの60%ほどとなった[注 4]。
- 2017年（平成29年） - 7月4日、株式会社マックアースは、御嶽山噴火による風評被害やツアーバスの規制強化等により入場者数が伸び悩んでいるとして、2017-2018シーズンの営業を見合わせることを発表した[10][11]が、9月、一転して2017-2018シーズンも営業する旨が告知された[12]。ただし2018年1月9日～3月16日の間は土日祝日のみの営業となる[13]。
- 2018年（平成30年） - 5月、飛騨森林都市企画の筆頭株主であった株式会社マックアースが、全ての保有株式を有限会社優福屋(東京都中央区)[注 5][注 6]に譲渡したことが報道された。名称をチャオ御岳マウントリゾートに変更、新たに夏のゴンドラ営業などを開始し、2018-2019ウィンターシーズンは毎日営業に戻すとしている[15]。2018-2019シーズンからはマックアース関連のシーズン券や早割券等は全て使用不可の旨、ホームページで告知されている[16]。
  - 2018年の夏季営業は行われていた。2018-2019の冬シーズンは12月1日からの営業予定としていたが、積雪不足を理由に延期。SNS上では営業準備を行っている様子が見られないと話題になっていたが、12月10日に「(前運営会社による)昨シーズンまでの収益減と平日休業によって客離れが起きた」「集中豪雨や台風により施設被害があった」等の理由により「十分な準備ができなかったため冬季営業を延期、運営体制の見直しを行い、3月以降の春季営業に向けて務める」との発表がなされた[17]。12月24日には営業中止が新聞報道され、飛騨森林都市企画は複数の業者に対し計三千万円ほどの未払金があると報じられた[18]。その後のアナウンスは無く、春季の営業もなかった。
- 2019年（平成31年/令和元年） - 8月現在、夏営業は行われておらず、ウェブサイトに記載の電話番号は不通となっており、SNSアカウントもすべて消滅しているようである。10月中旬にはウェブサイトも一時閲覧不能となった。2019-2020冬シーズンも営業していない。
- 2020年（令和2年） - 営業は行われていない。施設は営業当時のまま残っている。ペアリフトの搬器も設置した状態ではあるが営業再開の様子はない。1月2日に訪れるとゲレンデにはスノーモービルが走りまわっている状態であった。
  - 6月、チャオ御岳を復活させると称するクラウドファンディングプロジェクトが2つ立ち上がった。それぞれ「元チャオ御岳運営関係者」「メンバーはスキー場運営経験豊富」と自称していたが、実行者は会社名・個人名(ローマ字表記)以外の身元は明らかにしておらず、現在も運営権を握っていると思われる有限会社優福屋と関係を持っているのか・目標金額を集めたとしてもその金額でスキー場運営が可能なのかなど具体的な実現計画は不明瞭であり、また支援金額に対してリターンが大きすぎるのではないかとも思われた[注 7]。これらのクラウドファンディングは目標金額の支援を集められず不成立となり[注 8]、All or Nothing方式のためプロジェクト実行者は支援金を全く得られずに終わった[19][20][注 9]。
- 2023年12月（令和5年）、飛騨森林都市企画は国有地の使用許可が更新できず、国から原状回復や返地を求められていることが市議会定例会で明らかとなった[21]。